# Панчук, Василий Тарасович
Василий Тарасович Панчук (род. 14 сентября 1949 год, село Садки, Могилёв-Подольский район, Винницкая область, Украина) — молдавский политический деятель, примар муниципия Бельцы с 2001 по 24 января 2011 года и с 23 июня 2011 по 14 июня 2015 года.

## Биография

### Образование
- В 1971 году окончил Киевский автодорожный институт, получив специальность инженера путей сообщения.
- В 1990 году окончил Киевскую высшую партийную школу, получив по её окончании специальность — политолог.

### Деятельность
- В 1971 Начал трудовую деятельность в качестве мастера в бельцком дорожно-строительном управлении № 5.
- В 1977—1978 годах работал главным инженером бельцкого дорожно-эксплуатационного управления.
- С 1978 по 1984 год работал инструктором и заместителем начальника отдела промышленности и транспорта бельцкого горкома партии.
- В 1984 году был назначен на должность начальника производственного объединения «Автодор».
- В 1985 году был избран заместителем, затем первым заместителем председателя бельцкого горисполкома.
- С 1987 по 1999 год занимал должность управляющего бельцкого Стройтреста.
- В 1999 году был избран заместителем примара Белць.
- В 2001, 2003, 2007, 2011 году избирается примаром муниципия Бельцы.

### Всеобщие местные выборы 5 июня 2011 года
В результате муниципальных выборов, прошедших 5 июня 2011 года, прежний примар муниципия и кандидат от КПРМ — Василий Панчук, набрал 68,80 % голосов. Кандидат от ЛДПМ на пост примара Владимир Тончук набрал 15,31 % голосов. Около 7,45 % бельчан отдали свои голоса за кандидата от ЛП Вадима Вакарчука, а порядка 4,66 % — за выдвиженца ДП Анатолия Харченко.

## Дети и внуки

#### Внуки
- Андрей Панчук
- Никита Панчук 2003 года рождения
- Глеб Панчук
- Анастасия Терёшкина
- Елена Терёшкина

## Награды
- 18 мая 2006 года — награждён орденом «Gloria Muncii» (№ 571-IV).
- 17 августа 2006 года — награждён орденом «За заслуги» III-степени (Указ Президента Украины № 684/2006).
- 4 сентября 2009 года — награждён орденом «Ordinul Republicii» (№ 2328-IV).
- 31 марта 2011 года — присвоено звание «Почётный гражданин города Бельцы».
- 27 марта 2017 года — Медаль «МПА СНГ. 25 лет» (Межпарламентская ассамблея СНГ) — за заслуги в деле развития и укрепления парламентаризма, за вклад в развитие и совершенствование правовых основ функционирования Содружества Независимых Государств, укрепление международных связей и межпарламентского сотрудничества[3].